# Святошинский район
Святошинский район (укр. Святошинський район) — административная единица в составе г. Киева — столицы Украины. Ранее — отдельное поселение Святошино.

## Общие данные
В соответствии с Законом Украины «О столице Украины» и во исполнение решения Киевского городского совета от 30.01.01 № 162/1139 «Об административно-территориальном устройстве г. Киева» и решения от 27.04.2001 № 280/1257 «О границах новых административных районов г. Киева и организационных мероприятиях по проведению административно-территориальной реформы» на базе Ленинградского района создан Святошинский район с присоединением жилого массива Галаганы.

Святошинский район — по своей протяжённости более 12 км. Один из самых озеленённых районов столицы. Знаменит своими вековыми деревьями. На территории района размещено 6 парков общей площадью 65,75 га:
- парк по ул. О. Васкула — 4,0 га;
- парк «Интернациональный» — 7, 05 га;
- парк им. Потапова — 5,13 га;
- парк «Юность» — 14,19 га;
- парк-урочище «Совки» — 35,39 га.

Кроме того, Казённый лес признан памятником природы местного значения.
Границы района:
- границы с Пущей-Водицей (Оболонский район): от городской черты по Гостомельскому шоссе до пересечения с ул. Городской;
- граница с Подольским районом: по ул. Городской до пересечения с ул. Стеценко, по ул. Стеценко до пересечения с ул. Академика Туполева;
- граница с Шевченковским районом: по ул. Академика Туполева до пересечения с проспектом Победы;
- граница с Соломенским районом: по проспекту Победы до пересечения с западной полосой железной дороги, вдоль железнодорожной колеи на юго-запад, на участке Рубежовский — Борщаговка — Киев-Волынский до станции Киев-Волынский.

## Население

### Языковой состав
Родной язык населения по данным переписи 2001 года:
| Язык       | Численность, чел. | Доля     |
| ---------- | ----------------- | -------- |
| Украинский | 239 970           | 77,16 %  |
| Русский    | 66 903            | 21,51 %  |
| Другое     | 4 132             | 1,33 %   |
| Итого      | 311 005           | 100,00 % |

## Промышленность и торговля
Промышленность
Основную роль в промышленности района занимает машиностроение, основная масса которого в общем объёме производства занимает 39,1 %. Так, Киевский государственный авиационный завод «Авиант» в 2005 году по сравнению с 2004 годом увеличил объём производства на 42,8 % и произвёл самолётов и запасных частей на сумму более 50 млн долларов.
Закрытое акционерное общество «УкрОТИС», за счёт расширения рынков сбыта, увеличило производство лифтов и лифтовых дверей на 52,6 %, и произвело продукции на 100 млн грн. (20 млн долларов)
Достаточно активно работают предприятия строительных материалов, объём производства которых составляет по району 18,3 %.

Продолжается прирост объёмов производства на предприятиях по изготовлению медицинских препаратов, за счёт наращивания производства, НПЦ «Борщаговский химфармзавод» — темп прироста составляет 116,0 %.

В целом, работа промышленного комплекса района в 2005 году стабилизировалась за счёт повышения деловой активности предприятий, наращивания объёмов производства и расширения рынков сбыта промышленной продукции.
Торговля
На протяжении 2005 года в районе открылись новопостроенные магазины: по реализации промышленных товаров — 31, продовольственных товаров — 7, 17 учреждений ресторанного хозяйства и 13 малых архитектурных форм, что дало возможность создать 512 рабочих мест.

Общий объём розничного товарооборота торговой сети района составил 2 млн. 128 тыс. грн., что на 24,3 % больше, чем за соответствующий период 2004 года.

## Наука и образование
В Святошинском районе в 2004 году функционировало 111 учебных заведений, из них:
22 — средние общеобразовательные школы;
11 — специализированных школ (из них 1 СШ «Река жизни» — частная);
1 — лицей «ЭКО» № 198;
7 — гимназий (из них частные: гимназия «Апогей», «Евролэнд», «Премьер», «Святошинская гимназия»);
1 — вечерняя (сменная) школа № 7;
2 — специальные интернаты № 15, 16;
1 — междушкольный обучающе-производственный комбинат;
15 — обучающе-воспитательных комплексов «ДОЗ-ООЗ»;
44 — дошкольных обучающих заведений (лидер -НВК «Лилея»(принимал международные делегации из Японии, Вьетнама, России, Турции, Китая));
7 — внешкольных обучающих заведений.
В районе работают 28 научных заведений, из них наиболее известные: Авиационный научно-технический комплекс Антонова, Институт металлофизики имени Г. В. Курдюмова, Государственный научно-исследовательский институт угольной промышленности, Институт биоколлоидной химии им. Ф. Д. Овчаренко, Институт Геофизики им. Суботина НАН Украины, Институт магнетизма НАН Украины, Киевский Международный Университет, Европейский Университет и т. д.

## Культура и спорт
На территории Святошинского района функционируют 22 заведения культуры, среди которых 5 школ эстетического воспитания, одна детская школа искусств, три детские музыкальные школы, одна художественная школа, Централизованная библиотечная система объединяет 10 библиотек и Центр культуры «Святошин».
В 2005 году открыто новое помещение библиотеки на массиве Новобеличи, театральное и художественное отделение в Киевской школе искусств № 8. Возле ст.метро «Житомирская» действует Центр внеклассной работы «Северное сияние».
В Святошинском районе функционирует Централизованная система подростковых клубов «Счастливое детство», которая объединяет 13 подростковых клубов по месту проживания.
В Святошинском районе работает кинотеатр «Магнат».

## История
Святошинский район — район города Киева, современное название и границы получил 27 апреля 2001, до этого имел название Ленинградский. По своей протяженности составляет более 12 км. На территории района расположено 5 парков, общей площадью 65,75 га.
Достаточно лишь взглянуть на карту Киева и местоположение на ней Святошинского района, чтобы убедиться, насколько этот район города уникальный и самобытный. В районе переплелись разные века и эпохи. В свое время Святошино считался лучшим дачным посёлком Киева. Название Святошино имеет истоки еще со времен Киевской Руси XII века и связывается с именем Черниговского князя Святослава Давыдовича, потому что эти земли были его вотчиной и достались ему по наследству. На склоне лет он перешел в монашество с именем Николай, но в народе его называли Святоша. Отсюда, очевидно, и название Святошинские земли, места Святоши. Так об этом пишется и в Русских летописях.
В начале XX века по решению губернской администрации Святошино стало дачным поселком Киева. В основном для элиты на то время. С развитием рыночных отношений изменилась структура населения, поселок был заселен буржуазией. Земли тут сдавались в аренду на 99 лет, а оплата участка не превышала 200 рублей за сезон. Через каждые 125 минут от Триумфальных ворот в Киев ехал трамвай. Существовал целый комплекс по предоставлению услуг: гидропатическая больница доктора Сувальского и Рокочи, баня, чайные и столовые, магазинчики, где всегда продавался свежий кумыс, а также, фотоателье Роштанова, почта, телеграф, библиотека Общества трезвости, коммерческое училище Долинской. В своё время тут проживали: Гарнич-Гарницкий, Корчак-Новицкий, Сэмадени, Терещенко, Проценко, Бульон и другие. Для решения различных проблем было создано Общество благоустройства Святошино, которое в 1910 году состояло из 123 членов. В 1901 году в Святошино появляется электрическое освещение.
Руководители своеобразного лесного курорта не проходили мимо новых технологий. В 1911 году, господин Штейн строит первый кинотеатр на Брест-Литовском шоссе, 267 (в данный момент проспект Победы 117, кинотеатр «Экран»)
Но такое соседство не понравилось курортникам: сильный гул керосинового двигателя динамо-машины долетал до их дач. Кинотеатр пришлось закрыть. Господин Штейн перенёс его в село Беличи. В 1918 году решением общества киевскому старосте было также направлено письмо-просьба о закрытии колбасной греческого гражданина Анастасопуло.
Усилиями хозяев дач увлажнялось шоссе и поддерживались в чистоте трамвайные остановки. Не забывали дачники и про пополнение казны города — ловить рыбу в озёрах разрешалось только тем, кто заплатил 40 копеек.
В начале января 1924 года территория Киева была разделена на 6 укрупнённых административно-территориальных районов, в том числе со Святошинским подрайоном. По данным июля 1924 года в городе было 5 больших районов, в том числе Раховско-Святошинский, то есть часть территории теперешнего Святошинского района.
И только 12 апреля 1973 года, в соответствии с Указом Президиума Верховного Совета УССР в г. Киеве создано новый административно-территориальный район — Ленинградский, в границы которого вошла частично территория Октябрьского, Советского и Шевченковского районов. Район включил в себя и древние местности, названия которых легенда связывает с великокняжеским временем на Украине, и многокилометровые массивы вековых лесов, и кварталы новостроек — как промышленных, так и жилых.

## Известные личности, связанные с районом
- Кость Герасименко — украинский советский поэт и драматург.
- Доброхотов, Николай Николаевич — советский учёный-металлург, академик.
- Краснов, Николай Фёдорович — лётчик, Герой Советского Союза.
- Пётр Нестеров — основоположник высшего пилотажа.
- Федора Пушина — Герой Советского Союза.
- Стус, Василий Семёнович — украинский поэт, правозащитник. Герой Украины.
- Улитин, Иван Семёнович — лётчик, Герой Советского Союза.